# Marienbaum

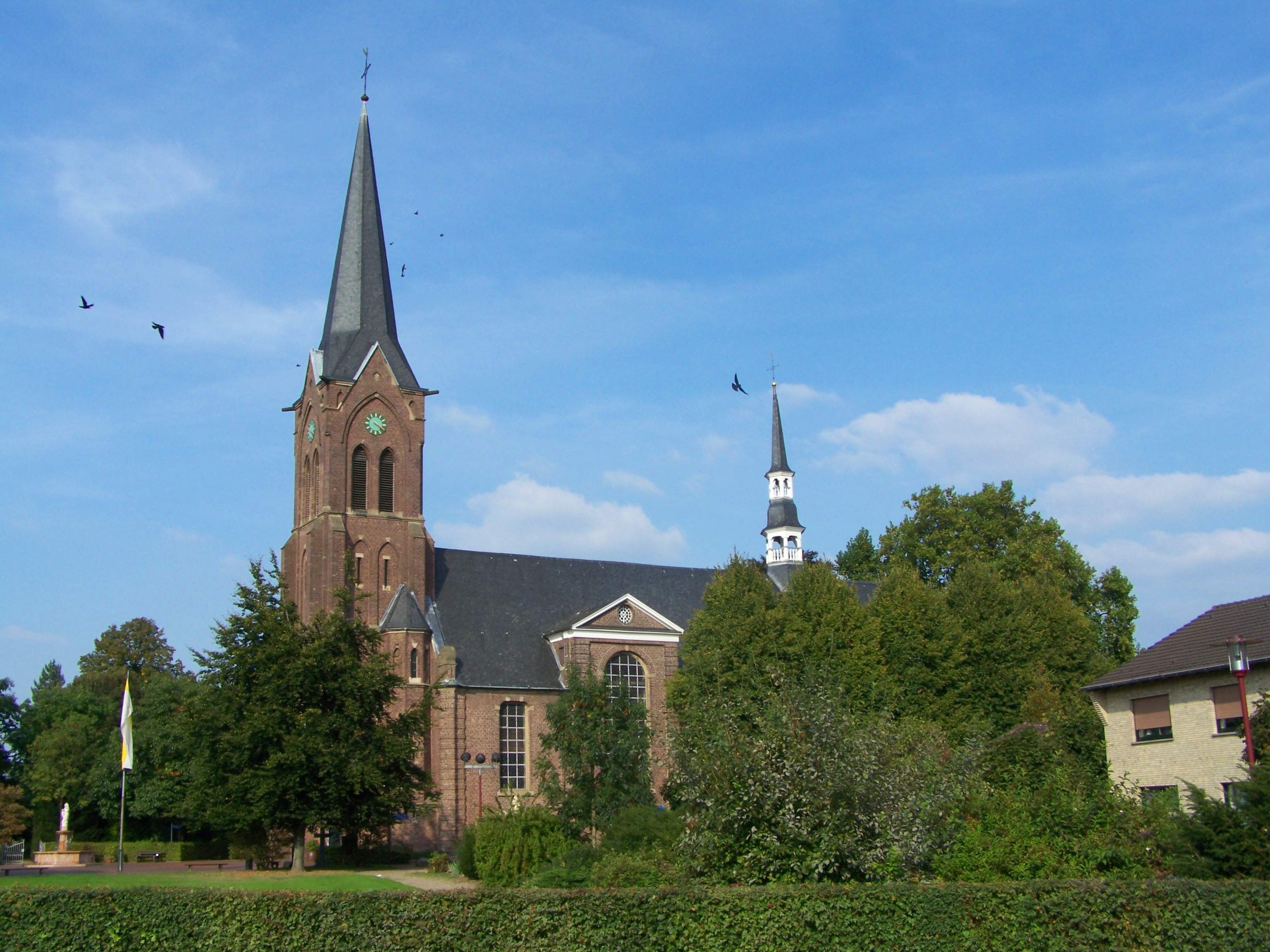
St. Maria Hemelvaartkerk

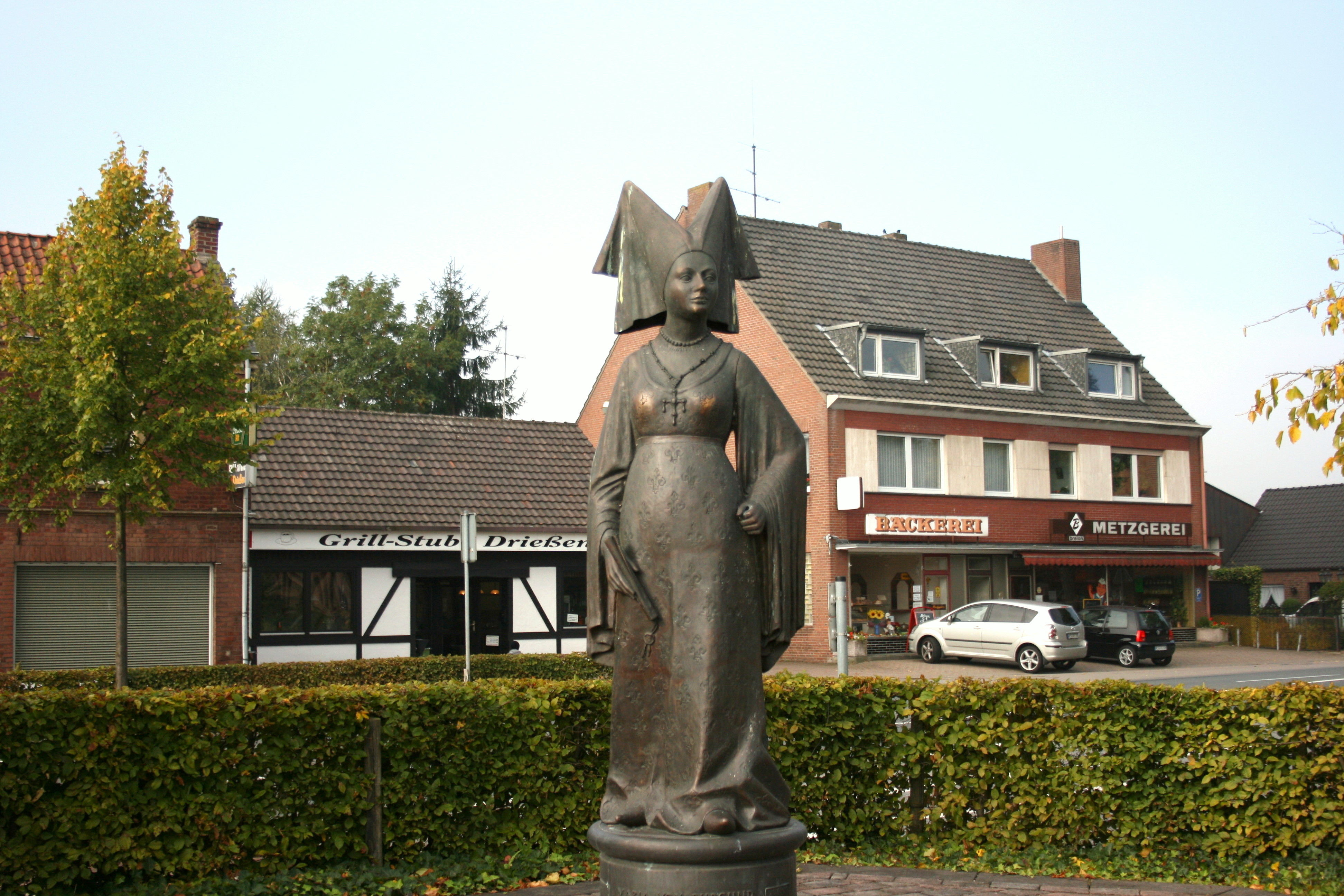
Monument voor Maria van Bourgondië

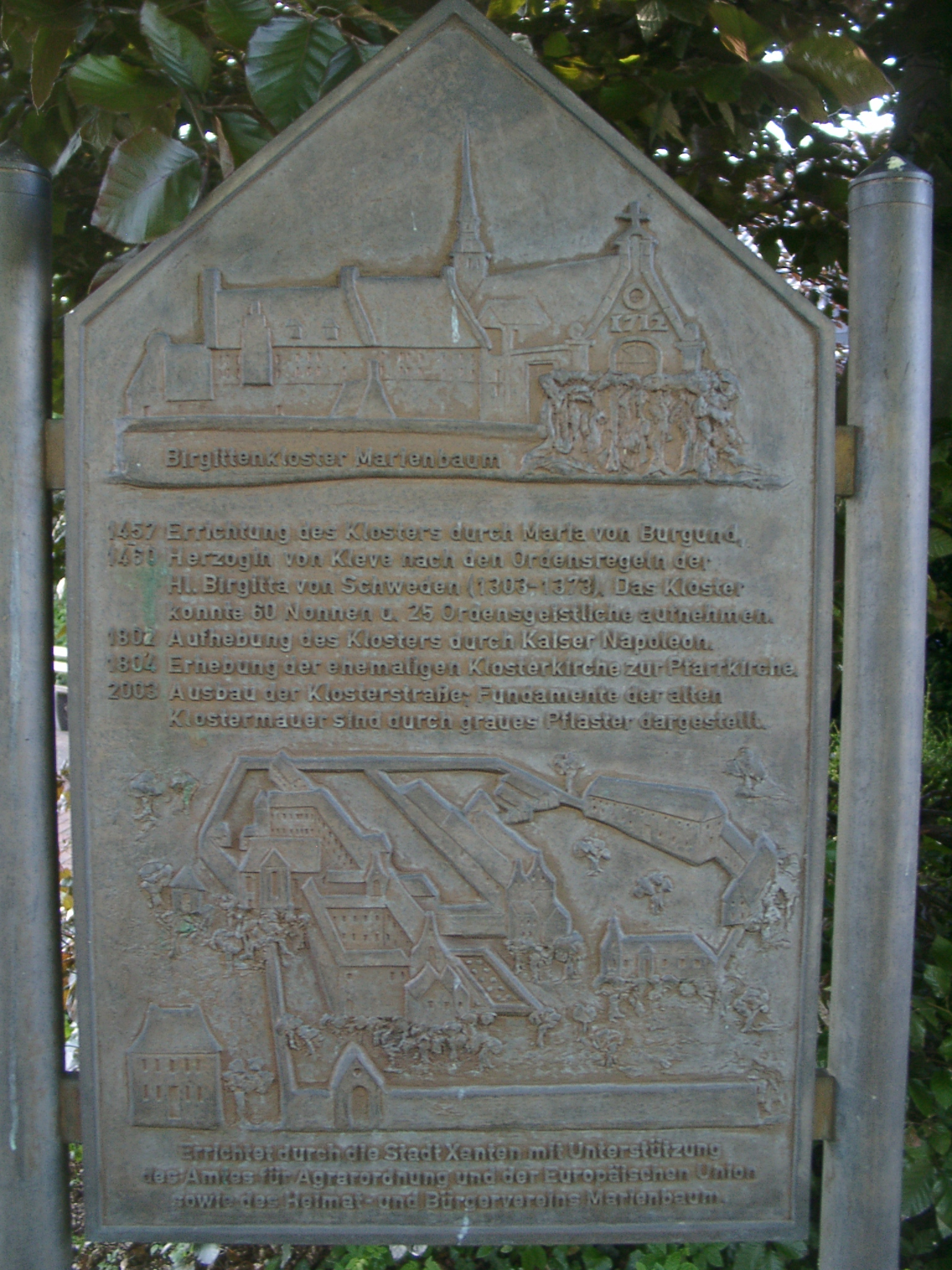
Uitleg voormalig klooster

Marienbaum is een bedevaartsplaats in de gemeente Xanten. Het ligt op ongeveer zeven kilometer ten noordwesten van deze stad aan de weg naar Kalkar. De plaats heeft ongeveer tweeduizend inwoners en heeft de naam de oudste bedevaartplaats in de Nederrijnregio te zijn. Jaarlijks komen er zo'n vijftienduizend bezoekers.

## Het wapen
Op blauwe ondergrond ziet men een witte/zilveren eik met drie vertakkingen en ieder 8:7:8 bladeren en onder in het wapen ziet men drie worteltakken met aan weerszijden twee goudgele lelies. Het wapen werd in 1961 goedgekeurd.
Betekenis: Het is een vertellend wapen: de lelies staan voor 'Maria' en de eik voor 'boom'. De lelies staan bovendien voor de verbinding met het Hertogdom Kleef.

## Geschiedenis
In de 11e eeuw werkte de plaats als Broechem mee aan de bouw van een kerk in het nabijgelegen Vynen. In 1419 werd Haus Balken gebouwd.
De geschiedenis als bedevaartsoord begon in 1430. Een verlamde herder zou volgens de legende na een droom een Maria-figuur ontdekt hebben in een trapvormige eik en kort daarop genezen zijn. Acht jaar later begon de bouw van een kapel An gen Trappenboom. In 1441 werd de bouw voltooid en begon de bezoekersstroom op gang te komen. In 1460 richtte Maria van Bourgondië een klooster op naar de leer van Birgitta van Zweden.
In het jaar 1705 was het inwoneraantal ca. 200. Van 1712 tot 1714 werd de kapel afgebroken en ervoor in de plaats de Maria Hemelvaartkerk gebouwd. In de napoleontische tijd werd het klooster verwereldlijkt en de kerk tot parochiekerk bestemd. De kloostergebouwen werden afgebroken. Het inwonertal was toen ca. 350.
In het voorjaar van 1945, toen de Nederrijnregio door het verschuiven van de fronten in de vuurlinie kwam te liggen was het station van Marienbaum van strategische betekenis. Voor de Schlacht am Totenhügel bij Uedem werden de tanks per spoor aangevoerd. Daardoor was het station doelwit in de Operation Blockbuster. Bij bombardementen van Marienbaum in op 27 en 28 februari 1945 werd het dorp voor veertig procent platgelegd.
De plaats behoort sinds 1969 tot de gemeente Xanten. In 1973 won het de titel Golddorf als mooiste dorp in de Nederrijnregio.
Het voormalige station Marienbaum lag aan de Spoorlijn Rheinhausen - Kleef. Het deeltraject Xanten-Kalkar werd, na de opheffing in 1989, veranderd in een fietsroute, de Alleenradweg.

## Bezienswaardigheden
- St. Mariä Himmelfahrt, een bedevaartskerk met daarbij een bedevaartsmuseum.
- Monument voor Maria van Bourgondië (1393-1463), oprichtster van het voormalige Birgittinessenklooster Marienbaum.
- Marienbaum ligt in de nabije omgeving van het natuurgebied Uedemer Hochwald.

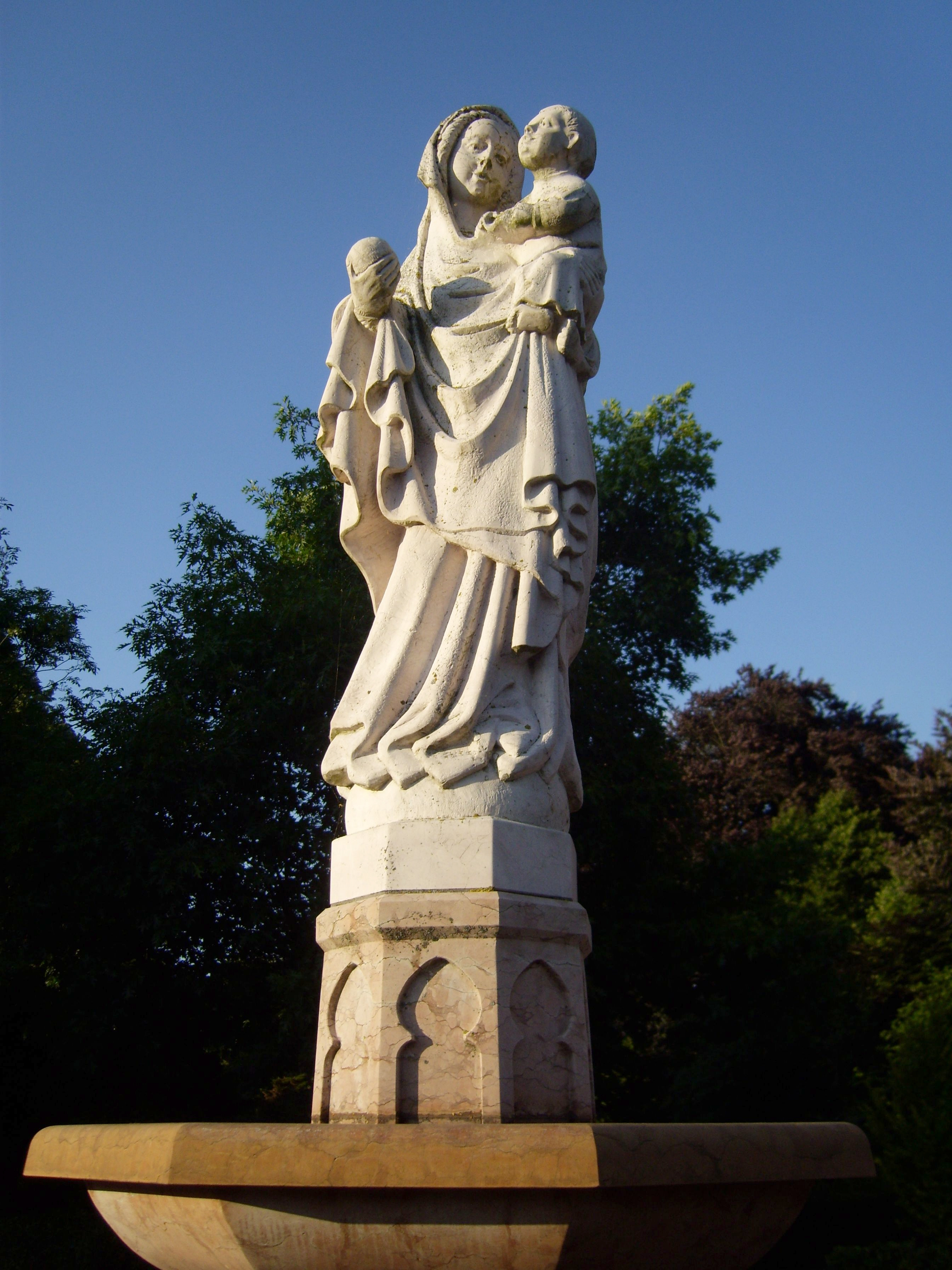
Marienbrunnen
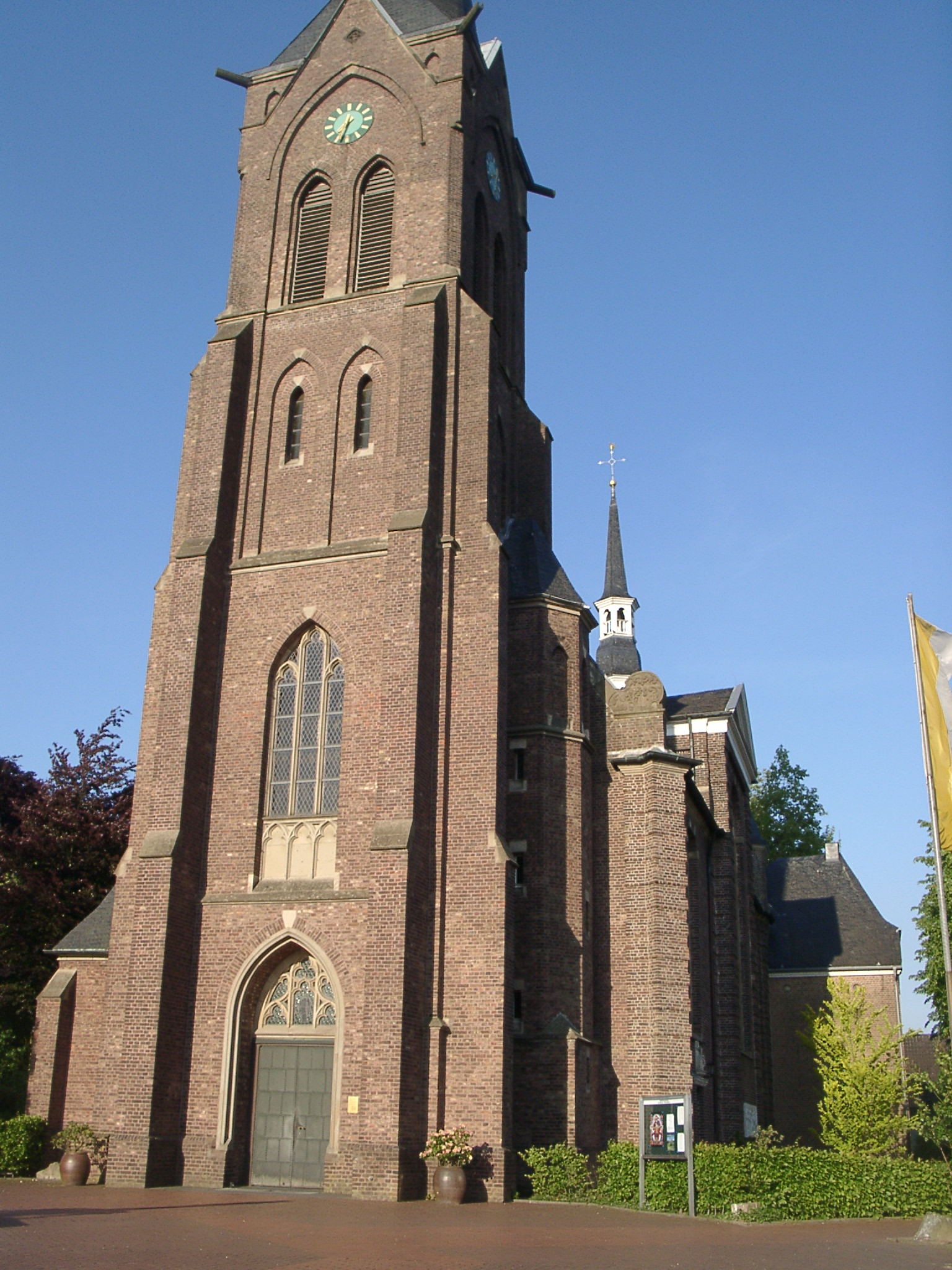
Toren en portaal Sint-Maria Hemelvaartkerk
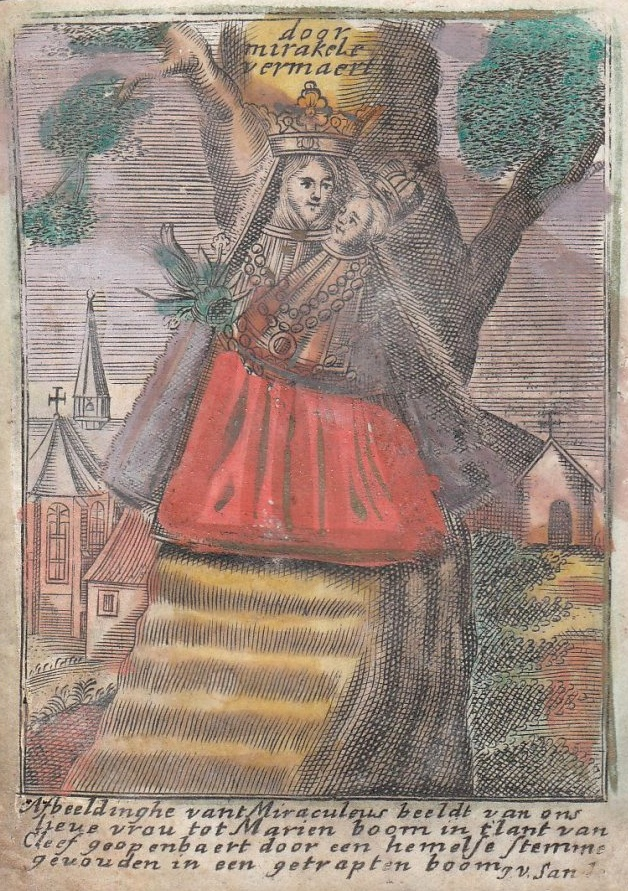
Votiefkunst, 1680
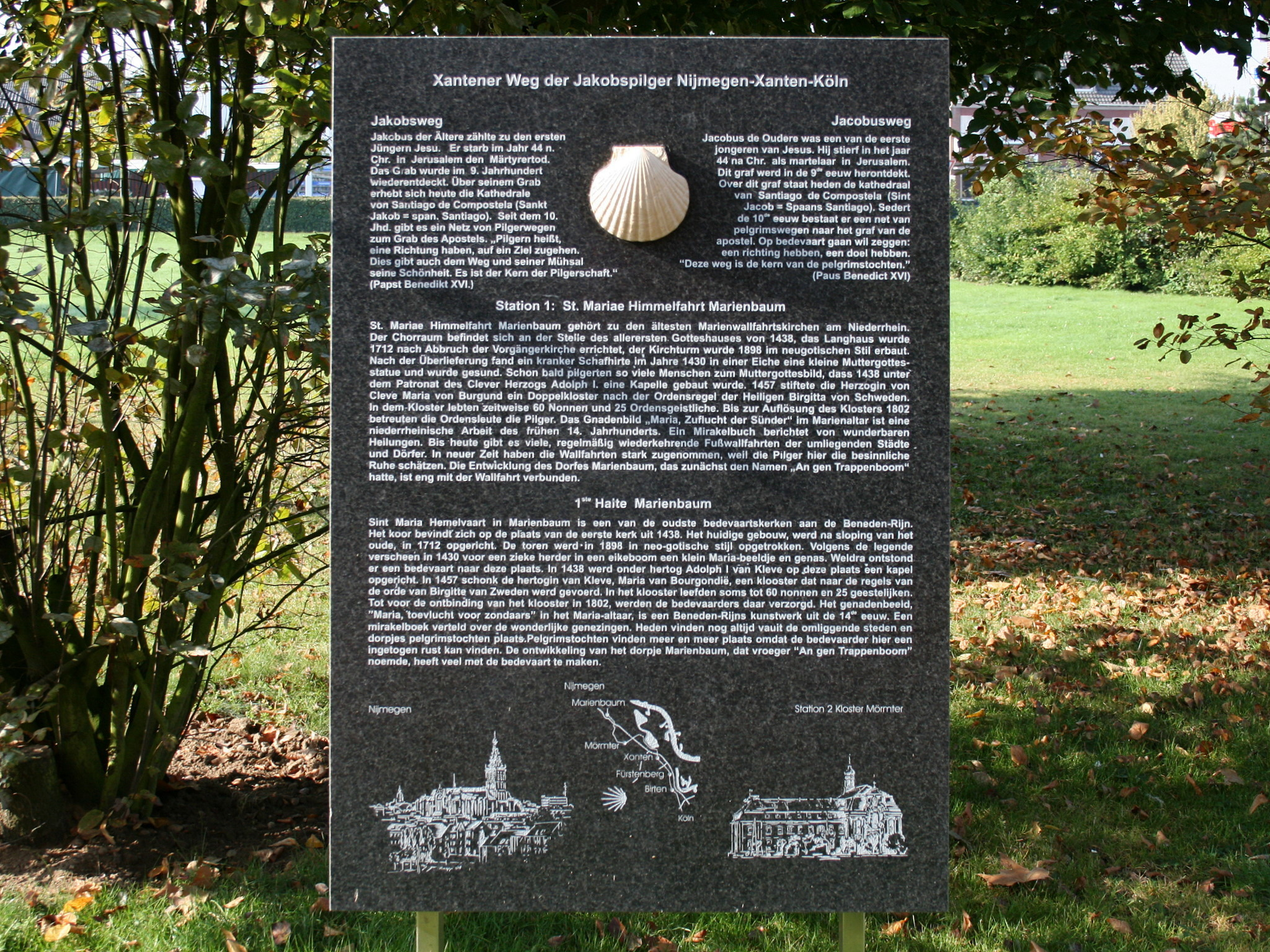
Informatiebord voor Jacobspilger